# Cleisostoma posthumii
Cleisostoma posthumii là một loài thực vật có hoa trong họ Lan. Loài này được (J.J.Sm.) Garay mô tả khoa học đầu tiên năm 1972.